# Campionatul Mondial de Handbal Feminin pentru Junioare din 2020
Campionatul Mondial de Handbal Feminin pentru Junioare din 2020 ar fi trebuit să reprezinte cea de-a VIII-a ediție a Campionatului Mondial de Handbal Feminin pentru Junioare și a fost inițial programată a se desfășura în China. Pe 7 februarie 2020, Federația Internațională de Handbal a anunțat că, în urma gravei epidemii de coronavirus din China, competiția va fi mutată în altă țară.
Pe 28 februarie, la finalul consiliului IHF desfășurat la Cairo, în Egipt, Federația Internațională de Handbal a anunțat că ediția din 2020 a competiției se va desfășura în Croația. Pe 24 aprilie 2020, Federația Internațională de Handbal a anunțat că turneul, programat a avea loc între 18 și 30 august 2020, a fost reprogramat în perioada 29 septembrie - 11 octombrie 2020.
Pe 19 februarie 2021, în cadrul întrunirii virtuale a Comitetului Executiv al Federației Internaționale de Handbal, s-a decis ca ediția din 2020 a Campionatului Mondial de Handbal Feminin pentru Junioare (U18) să fie anulată.

## Turnee de calificare
| Competiția                                      | Date                  | Loc                        | Locurile disponibile | Calificate                                                                                 |
| ----------------------------------------------- | --------------------- | -------------------------- | -------------------- | ------------------------------------------------------------------------------------------ |
| Țara gazdă                                      |                       |                            | 1                    | China                                                                                      |
| Consiliul IHF (alegerea țării gazde)            | 27–28 februarie 2020  | Cairo                      | 1                    | Croația                                                                                    |
| CE U17 din 2019                                 | 1–11 august 2019      | Celje                      | 9                    | Ungaria · Suedia · Franța · Danemarca · Rusia · Norvegia · Germania · Austria · Muntenegru |
| EURO U17 din 2019                               | 3–11 august 2019      | Lignano Sabbiadoro Tbilisi | 1                    | Cehia · Elveția                                                                            |
| Trofeul U17 al Oceaniei din 2019                | 11–16 august 2019     | Païta                      | 1                    | Noua Zeelandă                                                                              |
| C Asiatic U17 din 2019                          | 17–27 august 2019     | Jaipur                     | 4                    | Japonia · Kazahstan · Coreea de Sud · Uzbekistan                                           |
| C African U17 din 2019                          | 16–24 septembrie 2019 | Niamey                     | 3                    | Egipt · Angola · Tunisia                                                                   |
| Trofeul U17 Nord-American și Caraibian din 2019 | 15–20 octombrie 2019  | Montréal                   | 1                    | Canada                                                                                     |
| C Central și Sud-American U18 din 2020          | Anulat                | Anulat                     | 3                    | Brazilia · Chile · Argentina                                                               |

## Echipe calificate
| Țara          | Calificate ca și                                         | Data obținerii calificării | Apariții anterioare în competiție1           |
| ------------- | -------------------------------------------------------- | -------------------------- | -------------------------------------------- |
| China         | Țară gazdă                                               | 01                         | 3 (2014, 2016, 2018)                         |
| Croația       | Țară gazdă                                               | 27 februarie 2020          | 4 (2012, 2014, 2016, 2018)                   |
| Ungaria       | Locurile 1–8 la CE U17 din 2019                          | 4 august 2019              | 6 (2010, 2012, 2014, 2016, 2016, 2018)       |
| Suedia        | Locurile 1–8 la CE U17 din 2019                          | 4 august 2019              | 5 (2010, 2012, 2014, 2016, 2018)             |
| Franța        | Locurile 1–8 la CE U17 din 2019                          | 4 august 2019              | 7 (2006, 2008, 2010, 2012, 2014, 2016, 2018) |
| Danemarca     | Locurile 1–8 la CE U17 din 2019                          | 4 august 2019              | 7 (2006, 2008, 2010, 2012, 2014, 2016, 2018) |
| Rusia         | Locurile 1–8 la CE U17 din 2019                          | 4 august 2019              | 6 (2008, 2010, 2012, 2014, 2016, 2018)       |
| Norvegia      | Locurile 1–8 la CE U17 din 2019                          | 4 august 2019              | 5 (2010, 2012, 2014, 2016, 2018)             |
| Germania      | Locurile 1–8 la CE U17 din 2019                          | 4 august 2019              | 4 (2010, 2014, 2016, 2018)                   |
| Austria       | Locurile 1–8 la CE U17 din 2019                          | 4 august 2019              | 1 (2018)                                     |
| Muntenegru    | Locul 9 la CE U17 din 2019                               | 10 august 2019             | 3 (2012, 2014, 2018)                         |
| Cehia         | Locul 1 la C EHF U17 din 2019                            | 11 august 2019             | 1 (2012)                                     |
| Elveția       | Locul 1 la C EHF U17 din 2019                            | 11 august 2019             | 0                                            |
| Noua Zeelandă | Locul 2 la Trofeul U17 al Oceaniei din 2019              | 16 august 2019             | 0                                            |
| Japonia       | Semifinaliste ale C Asiatic U17 din 2019                 | 26 august 2019             | 7 (2006, 2008, 2010, 2012, 2014, 2016, 2018) |
| Kazahstan     | Semifinaliste ale C Asiatic U17 din 2019                 | 26 august 2019             | 5 (2010, 2012, 2014, 2016, 2018)             |
| Coreea de Sud | Semifinaliste ale C Asiatic U17 din 2019                 | 26 august 2019             | 7 (2006, 2008, 2010, 2012, 2014, 2016, 2018) |
| Uzbekistan    | Locul 5 la C Asiatic U17 din 2019                        | 29 august 2019             | 2 (2014, 2016)                               |
| Brazilia      | Locurile 1–3 la C Panamerican U18 din 2017               | 10 septembrie 2020         | 6 (2006, 2008, 2010, 2012, 2014, 2016)       |
| Chile         | Locurile 1–3 la C Panamerican U18 din 2017               | 10 septembrie 2020         | 2 (2016, 2018)                               |
| Argentina     | Locurile 1–3 la C Panamerican U18 din 2017               | 10 septembrie 2020         | 6 (2006, 2008, 2010, 2014, 2016, 2018)       |
| Egipt         | Locurile 1–3 la C African U17 din 2019                   | 24 septembrie 2019         | 2 (2016, 2018)                               |
| Angola        | Locurile 1–3 la C African U17 din 2019                   | 24 septembrie 2019         | 6 (2008, 2010, 2012, 2014, 2016, 2018)       |
| Tunisia       | Locurile 1–3 la C African U17 din 2019                   | 24 septembrie 2019         | 4 (2006, 2008, 2014, 2018)                   |
| Canada        | Locul 2 la Trofeul U17 N.-American și Caraibian din 2019 | 20 octombrie 2019          | 1 (2006)                                     |

1 Bold indică echipa campioană din acel an.
2 Italic indică echipa gazdă din acel an.